# Ram Adhar Mall
Ram Adhar Mall es un retirado profesor de Filosofía en la International University Munich, Alemania. Es presidente y fundador de la sociedad Internacional para la Filosofía Intercultural. Ha enseñado en universidades de la India y de Alemania. Estudió Filosofía en la Universidad de Calcuta, así como en Göttingen y Colonia.
Mall llegó a Alemania en 1967. Mall vive a Jena.
Sus temas de estudio han sido: La religión comparada, la hermenéutica, la fenomenología, el empirismo y la filosofía Intercultural.

## Pensamiento
No hay cultura pura. Toda cultura implica interacciones con su medio natural y con otras culturas.
La cultura comprende las manifestaciones humanas. La filosofía es producto de la cultura y ésta se refleja en lo poético y no sólo en lo racional. 

### Filosofía Intercultural
La filosofía no es un eclecticismo de varias tradiciones filosóficas.
La filosofía intercultural no privilegia una postura filosófica de manera absoluta. Y con ello busca una nueva actitud frente a conceptos como verdad, cultura, religión y filosofía.
La filosofía intercultural trata de mediar entre el modelo de la filosofía general y universal con la filosofía particular.
Rechaza las posturas centralistas, discriminatorias y monolíticas.
Mall busca, con la filosofía intercultural, una unidad, mas no una uniformidad porque uno de los mayores riesgos de la filosofía occidental es la pretensión de absolutizar un punto de vista particular.

### Hermenéutica
La hermenéutica analógica es viable entre varias tradiciones filosóficas porque el sujeto de la hermenéutica es uno que es empírico, cultural, histórico. Mediante el diálogo que parte del reconocimiento de la validez de cualquier tradición filosófica.
La hermenéutica debe satisfacer las exigencias que impone una teoría según la cual ni el mundo que ocupamos, ni tampoco los conceptos, métodos, concepciones o sistemas que desarrollemos al hacerlo, representan dimensiones apriorísticas históricamente invariables.
El objetivo final es superar todo logocentrismo.

## Publicaciones
Entre las publicaciones de Mall se encuentran:
- Concepto de hombre de Hume: un ensayo en Antropología Filosófica.
- Naturalismo y criticismo.
- Experiencia y razón: la fenomenología de Husserl y su relación con la filosofía de Hume.